# Гипотеза ad hoc
Гипотеза ad hoc (произносится ад хок; ad hoc с лат. — «специально, применимо только для этой цели») — гипотеза, предназначенная для объяснения отдельных, специальных явлений, которые невозможно объяснить в рамках данной теории. Для объяснения такого явления гипотеза ad hoc предполагает существование неких дополнительных неоткрытых факторов (причин), воздействием которых можно объяснить исследуемое явление. Таким образом, гипотеза ad hoc делает предсказание в отношении тех явлений, которые необходимо открыть.
Эти предсказания могут сбыться, а могут и не сбыться. Если гипотеза ad hoc подтверждается, тогда она перестаёт быть гипотезой ad hoc и органично включается в соответствующую теорию. Учёные более скептично относятся к тем теориям, где гипотезы ad hoc существуют в больших количествах. Но с другой стороны без гипотез ad hoc не может обойтись ни одна теория, так как в любой теории всегда найдутся аномалии.

## История
Одним из первых, кто ввёл понятие гипотезы ad hoc, был Имре Лакатос. Он ввёл это понятие для объяснения феномена существования гипотез, которые, являясь частью теории, предполагают наличие некоторых ещё неизвестных явлений. Это позволяет не отвергать всю теорию из-за наблюдаемого противоречия. Пример из книги Лакатоса «Фальсификация и методология научно-исследовательских программ»:

Некий физик до-эйнштейновской эпохи, пользуясь ньютоновской механикой и законом всемирного тяготения (N) при некоторых данных условиях (I), вычисляет траекторию только что открытой малой планеты Р. Но планета не желает двигаться по вычисленному пути, её траектория отклоняется. Что делает наш физик? Может быть, он заключает, что, поскольку такое отклонение не предусмотрено теорией Ньютона, а с упрямым фактом ничего поделать нельзя, то, стало быть, теория N опровергнута? Ничуть не бывало. Вместо этого наш физик выдвигает предположение, что должна существовать пока ещё неизвестная планета Р', тяготение которой возмущает траекторию Р.

Эта гипотеза, которая опирается на некое предположение о существовании неоткрытого явления, является гипотезой ad hoc.